# Alanna Masterson
Alanna Masterson (Long Island, Nueva York, 27 de junio de 1988) es una actriz estadounidense, conocida por interpretar a Abby en la serie First Day y por su papel de Tara Chambler en la serie The Walking Dead.

## Vida personal
Masterson nació en Long Island, Nueva York. Su padre es australiano de ascendencia libanesa. Tiene tres hermanos: Danny Masterson, Christopher Masterson y Jordan Masterson. Will Masterson no está biológicamente relacionado con Alanna, pero como toda la familia y nuevos matrimonios están cerca de ella es considerado como un hermano. En julio de 2015, anuncio a través de Instagram que estaba embarazada de su primer hijo junto a su pareja, el fotógrafo Brick Stowell. Su primera hija, Marlowe Stowell Masterson nació el 4 de noviembre de 2015.

## Carrera
Comenzó en 2006, actuando en un episodio de Malcolm in the Middle (serie coprotagonizada por su hermano Christopher Masterson), interpretando a Heidi. Más tarde, en 2010 obtuvo un papel en la serie First Day interpretando a Abby durante 7 episodios. 
En 2013, se unió al elenco recurrente en la cuarta temporada de la exitosa serie The Walking Dead junto a Andrew Lincoln, Norman Reedus, Steven Yeun, Lauren Cohan, Chandler Riggs, Danai Gurira, Melissa McBride, Scott Wilson, David Morrissey, Emily Kinney, Chad L. Coleman, Sonequa Martin-Green y Lawrence Gilliard Jr, interpretando a Tara Chambler, una joven que intenta sobrevivir al apocalipsis en un apartamento con su familia. En abril de 2014, fue anunciado que Masterson sería promovida al elenco principal en la quinta temporada, junto a Michael Cudlitz, Josh McDermitt, Christian Serratos y Seth Gilliam. A partir del episodio Not Tomorrow Yet, Masterson dejó de aparecer en la serie, el motivo fue que la actriz pidió su licencia, debido a su avanzado estado de embarazo. En julio de 2016, fue revelado en el tráiler de la séptima temporada que ella regresaría al show. En marzo de 2019 Masterson hizo su aparición final en la novena temporada del programa en el episodio "The Calm Before". 
En 2014, fue invitada en un episodio de la serie Men at Work, protagonizada por su hermano Danny Masterson. 
En 2016, Alanna tuvo un rol recurrente en la cuarta temporada de Mistresses, interpretando a Lydia.

## Filmografía
| Año     | Título                                  | Rol                  | Notas                                                                         |
| ------- | --------------------------------------- | -------------------- | ----------------------------------------------------------------------------- |
| 2006    | Malcolm in the Middle                   | Heidi                | "Malcolm's Money" (Temporada 7, episodio 10)                                  |
| 2008    | Greek                                   | Alanna               | "Spring Broke" (Temporada 1, episodio 22)                                     |
| 2009    | Terminator: The Sarah Connor Chronicles | Zoe McCarthy         | "Desert Cantos" (Temporada 2, episodio 15)                                    |
| 2009    | Anatomía de Grey                        | Hillary Boyd         | "Invest in Love" (Temporada 6, episodio 8)                                    |
| 2010    | First Day                               | Abby                 | 7 episodios                                                                   |
| 2011    | Peach Plum Pear                         | Dora Bell Hutchinson | Coprotagonista                                                                |
| 2012    | Park It Up                              | Brenda               | Invitada                                                                      |
| 2013-19 | The Walking Dead                        | Tara Chambler        | Recurrente (Temporada 4, 7 episodios) Principal (Temporada 5-9, 49 episodios) |
| 2013-19 | Talking Dead                            | Ella Misma           | 21 episodios                                                                  |
| 2014    | Men at Work                             | Chica                | "Molly" (Temporada 3, episodio 7)                                             |
| 2016    | Mistresses                              | Lydia                | 8 episodios                                                                   |
| 2016    | The Walking Dead: The Journey So Far    | Tara Chambler        | Especial                                                                      |
| 2018    | Irreplaceable You                       | Sally                | Papel secundario                                                              |
| 2018    | Younger                                 | Kiara                | 3 episodios                                                                   |